# Trościaniec (gmina w województwie wołyńskim)
Trościaniec – dawna gmina wiejska istniejąca do 1939 roku w woj. wołyńskim (obecnie na Ukrainie). Siedzibą gminy był Trościaniec.
W okresie międzywojennym gmina Trościaniec należała do powiatu łuckiego w woj. wołyńskim. Według stanu z dnia 4 stycznia 1936 roku gmina składała się z 25 gromad. Po wojnie obszar gminy Trościaniec wszedł w struktury administracyjne Związku Radzieckiego.